# Туктарово-Урдала
Туктарово-Урдала (тат. Туктар Урдаласы) — село в Лениногорского района Татарстана. Административный центр Туктарово-Урдалинского сельского поселения.

## География
Расположено на юго-востоке республики, в 50 километрах от города Лениногорск, рядом с границей с Самарской областью. Находится на обоих берегах устья реки Шешма в низине и окруженная холмами и лесом. 

## История
В «Списке населенных мест по сведениям 1859 года», изданном в 1864 году, населённый пункт упомянут как казённая деревня Токтарова 3-го стана Бугульминского уезда Самарской губернии. Располагалась при реке Ерыкле, по правую сторону большой дороги из Бугульмы на Сергиевские минеральные воды, в 40 верстах от уездного города Бугульмы и в 15 верстах от становой квартиры в казённой деревне Балахоновке. В деревне в 47 дворах жили 333 человека (161 мужчина и 172 женщины). Была мечеть.

## Население
| 2012 | 2016 |
| ---- | ---- |
| 569  | ↘478 |

| 1859 |
| ---- |
| 333  |